# Мария Лешчинска
Вижте пояснителната страница за други личности с името Мария.
Мария-Катерина-София-Фелисите Лешчинска (на полски: Maria Karolina Zofia Felicja Leszczyńska – Маря Каролина Зофя Фелиця Лешчинска) е полска принцеса и кралица на Франция (1725 – 1768). Съпруга на Луи XV.

## Произход и ранни години
Мария е втора дъщеря на детронирания полски крал Станислав Лешчински (първата му дъщеря Ана се разболява и умира 18-годишна). След като баща ѝ е свален от трона, Мария го следва в неговото изгнаничество и през целия си живот запазва много близки отношения с него. Години по-късно тя споделя с Волтер, че при бягството на баща ѝ от двореца гувернантките за малко да я забравят в бързината, но една от жените, натоварени да стегнат багажа, забелязва захвърлена в двора „купчина пелени“, отива да я прибере и открива в нея малката Мария.
В годините на изгнаничеството им в Елзас Мария се сгодява за млад френски офицер, но тъй като той няма благородническа титла, баща ѝ отказва този брак. Правят се постъпки за брак с принц Шарзенберг, благородник от Бохемия, но той избира по-богата кандидатка. По-късно маркиза дьо При я предлага за съпруга на своя любовник – херцог Луи Анри дьо Бурбон, който по същото време е първи министър на Франция. Намерението на маркизата е да му намери обезнаследена и послушна съпруга, която да не я засенчва, но събитията вземат съвсем друг обрат.

## Кралица на Франция

### Брак с Луи XV
Когато през февруари 1725 г. Луи XV за пореден път се разболява, херцог дьо Бурбон се уплашва, че при евентуална смърт на болнавия крал, неговият съперник Орлеанският херцог, синът на починалия регент, може да получи трона. Затова той отпраща 6-годишната годеница на краля, инфантата Мария-Ана-Виктория дьо Бурбон, която в тази възраст не може да му осигури наследник, и поисква да се изготви списък на възможните претендентки за брак. В края на този списък фигурира и Мария Лешчинска, която не е добра партия, тъй като не може да донесе на Франция никаква зестра. По една или друга политическа причина обаче херцог дьо Бурбон отхвърля повечето кандидатки и накрая предлага собствената си сестра. Това предложение среща съпротива от страна на маркиза дьо При, която се опасява, че сестрата на любовника ѝ може да ѝ създаде проблеми, ако стане кралица. Тъй като маркизата има тотално влияние върху херцога, той оттегля предложението си и в крайна сметка на 31 март 1725 г., двамата спират избора си върху Мария Лешчинска с идеята, че тази никому непозната принцеса ще им бъде признателна и ще им позволи да запазят властта си.
Кралят, който е едва 15-годишен, и наставникът му кардинал дьо Фльори се съгласяват на този брак с 22-годишната принцеса (почти стара мома според разбиранията на епохата), която отгоре на всичко не може да предложи никаква финансова или политическа изгода на кралството. Въпреки това сватбата не е добре приета във френския двор и в чужбина заради потеклото на фамилията Лешчински и полската им националност. Херцогиня Елизабет Шарлот д`Орлеан, сестра на починалия регент, пише следното: „Признавам, че е изненадващо да налагат на краля, който остана единственият с чиста кръв във Франция, да сключи този брак с една обикновена полска госпожица, чийто баща е бил крал само за 24 часа.“ Стига се дотам, че се пускат слухове, че бъдещата кралица е грозна, болна от туберкулоза, епилептичка и стерилна. Въпреки всичко на 5 септември 1725 г. бракът е сключен във Фонтенбло; двамата истински се влюбват един в друг.
На Мария Лешчинска дават на разположение прислугата, която се е грижила за краля като дете, което да ѝ позволи да го опознае по-добре, а личен неин изповедник става кардинал дьо Фльори.

### Взаимоотношения между съпрузите
Тя ражда на краля 10 деца за 10 години (осем дъщери, от които две близначки, и двама сина). Раждането на седмата дъщеря (1737) бележи края на семейното щастие на кралската двойка – Луи XV, вече 23-годишен, енергичен и пълен със сили, започва да се отегчава до тази уморена от многобройните бременности жена в зряла възраст. Независимо от моралните си скрупули кралят започва да се среща тайно с първата си метреса – графиня Луиза Жули дьо Майи-Несл. Впрочем отчуждението на Луи започва още в началото на брака им, когато Мария Лешчинска прави опити да го съветва – без да е родена в кралски двор, не познавайки все още достатъчно добре обичаите и етикета във Версай, тя допуска грешката да поиска от краля да запази изключително непопулярния Луи Анри дьо Бурбон на поста му първи министър. От този момент тя загубва всякакво политическо влияние над съпруга си.
Малко по малко кралят напълно загубва интерес към съпругата си – след като тя му отказва достъп до спалнята ѝ (1738) и независимо от едно кратко помирение след заболяването на краля в Мец (1744) това охладняване е окончателно.
Въпреки постоянните изневери на краля, Мария запазва дискретност и достойнство като дори поддържа сърдечни отношения с най-известната от неговите метреси – Мадам дьо Помпадур. Кралицата се посвещава изцяло на децата си и на баща си, който я посещава често и я съветва да бъде търпелива и да се подчинява на съпруга си.

### Мария и изкуството
Търсейки начин да изкупи вината си към нея, кралят ѝ подарява просторен апартамент (разрушен по-късно при преустройствата на Мария Антоанета), в който Мария посреща ограничен кръг приятели и куртизани. Голяма почитателка на музиката и живописта (самата тя рисува акварели), кралицата е истински меценат на дворцовата култура. Благодарение на нея и на снаха ѝ Мария Жозефа Сакска в двора идват голям брой хора на изкуството, между които Фаринели (1737) и Волфганг Амадеус Моцарт (1764).

### Смърт
Мария Лешчинска умира на 24 юни 1768 г. Погребана е в Сен Дени, а сърцето ѝ се съхранява в гробницата на родителите ѝ в Нанси.

## Потомци
- Луиза-Елизабет Бурбон-Френска (1727 – 1759)
- Ан-Анриет Бурбон-Френска (1727 – 1752)
- Мари Луиз (1728 – 1733)
- Луи, дофин на Франция (1729 – 1765)
- Филип-Луи (1730 – 1733)
- Мари-Аделаид Бурбон-Френска (1732 – 1800)
- Виктоар Френска (1733 – 1799)
- Софи Френска (1734 – 1782)
- Тереза (1736 – 1744)
- Луиза Френска (1737 – 1787)